# Вільям Кавендіш, 4-й герцог Девонширський
Вільям Кавендіш 4-й герцог Девоншир (8 травня 1720 — 3 жовтня 1764, Спа, Нідерланди), п'ятий прем'єр-міністр Великої Британії з 16 листопада 1756 до 25 червня 1757 року.
Представник багатого роду Кавендішів. Вільям Кавендіш обирався членом парламенту у Дербіширі 1741 й 1747 років. У 1751 році перейшов з палати громад до палати лордів.
З 2 квітня 1755 року до 3 січня 1757 року — лорд-лейтенант Ірландії.
У тридцяти шести років обраний на пост прем'єр-міністра. У цьому статусі пробув 225 днів.

## Шлюб та діти
Був одружений з Шарлоттою Елізабет Бойл, баронесою Кліффорд (1731—1754), дочкою та спадкоємицею Річарда Бойла, 3-го графа Берлінгтона (відомого архітектора).
Подружжя мало дітей:
- Вільям (1748—1811) — 5-й герцог Девоншир;
- леді Дороті (1750—1794) — дружина Вільяма Кавендіш-Бентінка, 3-го герцога Портлендського (також став прем'єр-міністром);
- Річард (1752—1781);
- Джордж Август (1754—1834) — граф Берлінгтон;

| Попередник Вільям Кавендіш, 3-й герцог Девонширський | герцог Девоншир 1755-1764 | Спадкоємець Вільям Кавендіш, 5-й герцог Девонширський |

| Попередник Томас Пелем-Холлс | 5-й Прем'єр-міністр Великої Британії 1756-1757 | Наступник Томас Пелем-Холлс |